# Kemenate Reinstädt
Die Kemenate Reinstädt ist ein massiver Wohnturm aus der Zeit der frühen Renaissance im Zentrum von Reinstädt, einem Dorf in einem Seitental der Saale etwa 20 Kilometer südwestlich von Jena.

## Lage
Die Ortslage von Reinstädt befindet sich am westlichen Ende eines schmalen Seitentales, welches vom Reinstädter Bach entwässert wird, der bei Kahla in die Saale einmündet. Die Befestigung diente somit primär dem Schutz des Adelshofes und der Orte Reinstädt und Geunitz.
Zugleich überwachte man von hier auch einen Zugang in das Saaletal.
Die Kemenate zeigt sich heute freistehend im Hofraum eines rechteckigen Grundstücks und liegt unmittelbar nördlich der ebenfalls befestigten Dorfkirche. Zum Grundstück zählen weiterhin einige ehemalige Wirtschaftsgebäude.

## Geschichte
In der Ortslage befand sich seit 1083 ein Adelssitz. Der heutige Bau wurde nach urkundlicher Überlieferung 1408 begonnen und hat fünf Geschosse. Das Bauwerk gehört zu den wenigen alten Wohntürmen in Thüringen und steht im baulichen Zusammenhang mit der benachbarten Wehrkirche in Reinstädt.

## Bauliches

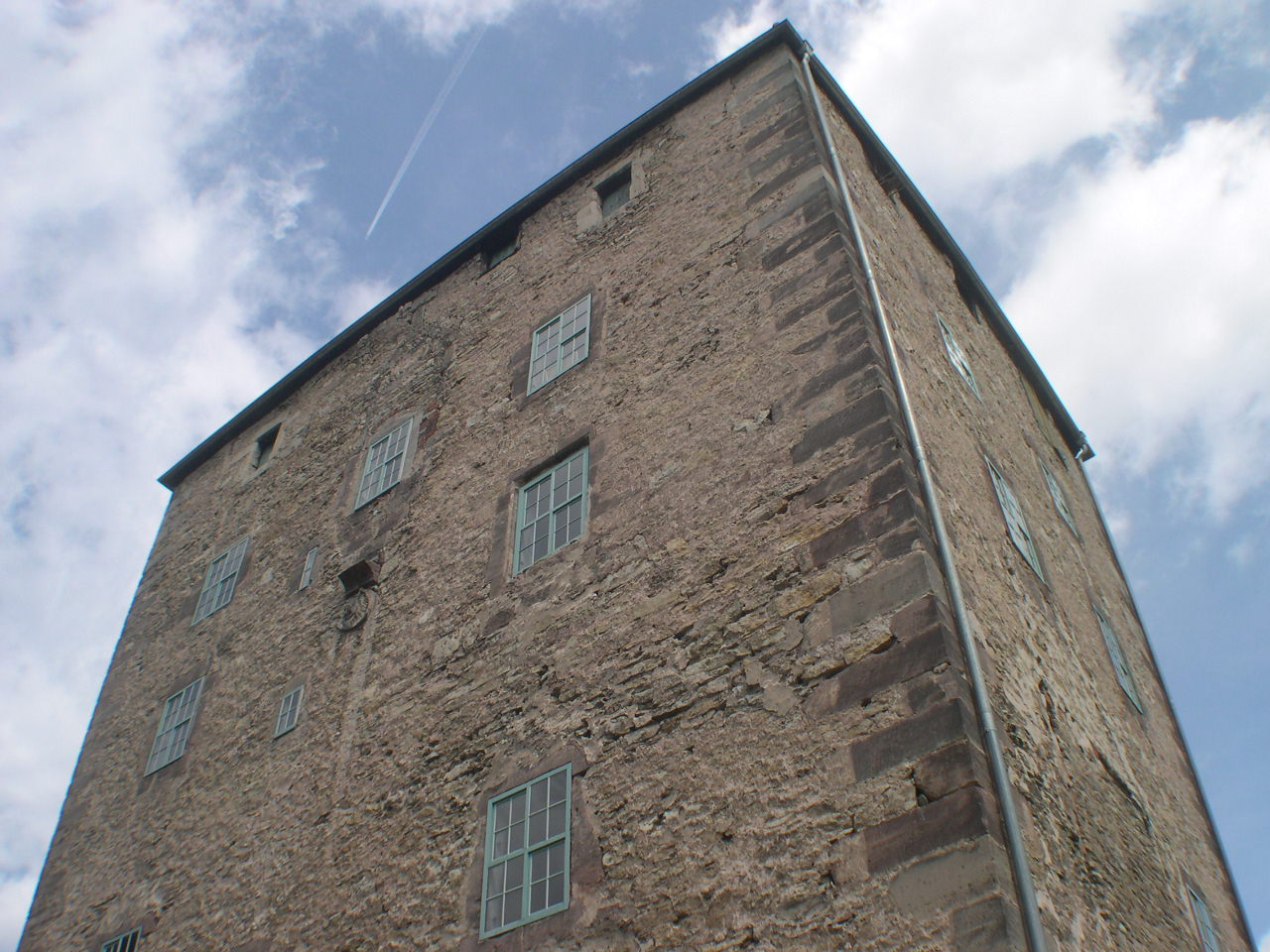

Die turmartige steinerne Befestigungsanlage führt den Namen Kemenate. Der Name verweist auf den Umstand, dass man in ihrem Inneren auch beheizbare Wohnräume vorweisen konnte. Reste von Wällen und Befestigungsgräben und eine Verbindung mit dem Reinstädter Bach sind nicht mehr erkennbar. Die Kemenate Ziegenrück und die Kemenate Orlamünde sind ähnliche erhaltene Bauten, ebenfalls über der Saale gelegen.